# Walcourt
Walcourt (wa. Walcoû) – miasto w Belgii, w Regionie Walońskim, w prowincji Namur, w okręgu Philippeville. 1 stycznia 2024 roku liczyło 18 465 mieszkańców.

## Podział administracyjny
W skład miasta wchodzi 15 dzielnic (section):
- Berzée
- Castillon
- Chastrès
- Clermont
- Fontenelle
- Fraire
- Gourdinne
- Laneffe
- Pry
- Rognée
- Somzée
- Tarcienne
- Thy-le-Château
- Vogenée
- Yves-Gomezée

## Współpraca
Miejscowości partnerskie:
- Châtillon-sur-Seine, Francja
- Esneux, Liège
- Ratzeburg, Niemcy